# Mega Shark Versus Crocosaurus
Mega Shark Versus Crocosaurus(no Brasil: Mesmo Título e em Portugal: Mega Tubarão vs. Crocosauro) é um filme do gênero Desastre e  Ação, lançado em 21 de dezembro de 2010 nos Estados Unidos. O filme é estrelado por Jaleel White , Gary Stretch, Robert Picardo , Dylan Vox , Hannah Cowley e Sarah lieving.
O filme é uma sequela do filme de 2009 intitulado Tubarão Mega versus Polvo Gigante , mas contém pouco do elenco original do filme.

## Sinopse
O Maior tubarão do mundo o Megalodon tem mais um adversário pela frente o Crocosaurus um grande crocodilo que devora tudo que vê pela frente.Agora o governo americano e o exercito tem que impedir que esses dois seres imensos destruam a terra pela sua força e pela forma principal:a fome.

## Elenco
1. Jaleel White como tenente Terry McCormick
2. Robert R. Shafer como Charlie Ross
3. Robert Picardo como Almirante Calvin
4. Gary Stretch como Nigel Putnam
5. Sarah Lieving como Agente Especial Hutchinson
6. Gerald Webb como Jean
7. Dylan Vox como CWO Butowski
8. Hannah Cowley como Legatt
9. Michael Gaglio como Capitão Smalls
10. Jessica Irvine como Capitã Omaha da USS
11. Steve Mason como Um Investigador
12. Neil Watson como segundo Investigador
13. Darin Cooper como comandante Vail
14. Lucas Noll como Hobo Rogers McFreely
15. Joey David Garcia como Adolescente
16. Claire Scott como Adolescente 2
17. Clem Hansen como Adolescente 3